# Salix taiwanalpina
Salix taiwanalpina är en videväxtart som beskrevs av Arika Kimura. Salix taiwanalpina ingår i släktet viden, och familjen videväxter. Utöver nominatformen finns också underarten S. t. chingshuishanensis.